# Distrito de Ayaviri
El distrito de Ayaviri es uno de los nueve que conforman la provincia de Melgar, ubicada en el departamento de Puno, en el Sur del Perú. Según el censo de 2017 tenía una población de 25057 hab. y con una densidad de 22,4 hab/km². Abarca un área total de 1013,14 km².
Desde el punto de vista jerárquico de la Iglesia católica es sede de la Prelatura de Ayaviri.

## Geografía
Ayaviri se encuentra ubicado en las coordenadas 14°52′55″S 70°35′24″O / -14.88194, -70.59000. Según el INEI, Ayaviri tiene una superficie total de 1013,14 km². Este distrito se encuentra situado al sureste de la provincia de Melgar, en la zona norte del departamento de Puno y en la parte sur del territorio peruano. Se halla a una altitud de 3918 m s. n. m. (metros sobre el nivel del mar), al norte de la cordillera de Carabaya y al oeste de la cordillera de Vilcanota.
| Noroeste: distrito de Santa Rosa | Norte: distrito de Ñuñoa  | Noreste: distrito de Orurillo y distrito de Asillo |
| Oeste: distrito de Umachiri      |                           | Este: distrito de Tirapata y distrito de Pucará    |
| Suroeste distrito de Ocuviri     | Sur: distrito de Vilavila | Sureste: Distrito de Palca (Lampa)                 |

### Hidrografía
La hidrografía de la provincia de Melgar-Ayaviri corresponde a la cuenca del Titicaca.
La mayor parte de sus ríos son de origen glacial, esto por el deshielo de sus nevados y cuyas aguas aumentan considerablemente por acción de las lluvias de octubre a marzo. Del macizo del Vilcanota nace el río Santa Rosa, que unido al Llallimayo, forman el río Ayaviri. El río principal es el río de Ayaviri, que tiene su nacimiento en la Cordillera de la Raya, el mismo que al unirse al río Azángaro forman el gran río Ramis, que desemboca en el Titicaca, pero en su trayecto tiene como afluente al Macarí y al Umachiri. También en el nudo del Vilcanota nace el río Ñuñoa que es afluente del Azángaro.
Tiene lagunas importantes como la de Orurillo y la de Matacocha en Llalli, notable por su belleza y su riqueza avícola e innumerables lagunas, tales como: en el distrito de Santa Rosa: Vilaqota, Lorisqota, Parqoqota, Viscacha y Aguachaya, Aputina, Anqoqota, la de Yatambo y otras.
Y por último, en Ayaviri mismo, existen las afamadas medicinales aguas termales de Pocpoquella, de los que el sabio Raimondi, y el químico Dr. Felipe Urquieta, hicieron el análisis físico-químico respectivo, constatando su composición sulfurosa yodada, bicarbonatada, ferruginosa y clorurada, muy indicada para la cura del reumatismo y de afecciones de la piel. De las siete fuentes termales quedan hoy día la de Pocpoquella, convertida gracias a notable trabajo de la Beneficencia Pública de Ayaviri, en un complejo deportivo digno de admirar: piscina oficial, piscina para niños, plataforma deportiva. Ambientes sociales y la conservación de su renovada poza, con servicios de duchas. Considerando que su uso actual debe ser sólo para los fines que primigeniamente motivaron a su construcción.

### Clima
Siendo una provincia andina por excelencia, su clima es el característico de la sierra, esto es totalmente variado: gélido y casi inhabitado en las cordilleras con las de 4000 m s. n. m., frío desde los 3000 m s. n. m., donde ya se levantan poblaciones. Los vientos dominantes son los alisios, los locales son ocasionales y fuertes, las lluvias son torrenciales, acompañados casi siempre de granizos y descargas eléctricas. Las nevadas son frecuentes en el invierno, sólo que se distinguen dos estaciones perfectamente demarcadas: una lluviosa y templada desde octubre hasta marzo y una seca e invernal de abril a septiembre caracterizado por su sol radiante, durante las principales horas del día y por heladas penetrante y destructoras durante la noche, constelada de estrellas.

## Demografía
Según el censo peruano de 2017, había 22 667 personas residiendo en Ayaviri. La densidad de población era 22,4 hab./km².

## Etimología
Melgar apellido del ilustre soldado, poeta y maestro Mariano Melgar Valdiviezo que ofrendó su vida en aras de la independencia del Perú en la Batalla de Umachiri, donde fue fusilado por el ejército realista, en honor a este insigne hijo predilecto se cambió el nombre de provincia de Ayaviri a provincia de Melgar.

## Historia
El poblado de Ayaviri, por ley de fecha 3 de junio de 1828, obtiene la denominación de Real Villa, en 1839 como consecuencia de un esfuerzo del general ayavirieño don José Rufino Macedo y Béjar, alcanza la categoría de provincia, que le confiere el presidente de la confederación Perú - Bolivia Mariscal don Andrés de Santa Cruz. El mismo que queda sin efecto por la caída del gobierno de la confederación. El ciudadano Ramón Castilla, gran mariscal del ejército nacional y presidente provisorio de la república, da en la casa de gobierno en el Cusco a los dos días de mayo de 1854 el decreto que, mediante su artículo primero crea la provincia del cercado de Puno y el art. dos del mismo cuerpo legal, establece la demarcación de las demás provincias, entre ellas: la provincia de Lampa, con ciudad del mismo nombre y los distritos de: Calapuja, Nicasio, Cabanillas, Pucará, Vila Vila, Ayaviri, Orurillo, Muñani, Cupi, Llalli, Macarí, y Umachiri; quedando de esta manera la muy extensa provincia de Lampa. La división de la provincia de Lampa, origen de la actual provincia de Melgar, cada vez era de imperiosa necesidad, el año de 1868 los diputados señores Hipólito Valdez y Augusto Pastor, presentaron a su cámara el proyecto de ley debidamente documentada, insistiendo en ella la división de aquella provincia en dos partes, esta iniciativa legislativa, obtuvo dictamen favorable, empero no se convierte en ley, debido a la tenaz oposición de los vecinos de Lampa. Trascurrido más de dos décadas, la división de la provincia de Lampa se hace menester, precisamente en 1891, surge en la esfera nacional la figura del Dr. Ganbino Pacheco Zegarra, quien junto a sus compañeros de Cámara don José María Linares, presentan un nuevo proyecto de ley el 9 de septiembre de 1891, la que también encontró serias resistencias, sin embargo alcanza un dictamen favorable de la sociedad geográfica del Perú, en virtud del valioso informe de sus miembros general Manuel Rodríguez Eléspuru, Pedro Manuel Rodríguez y José María Macedo. En 1896, Pacheco Zegarra después de irrefutables debates parlamentarios, logra que la cámara de diputados apruebe la ley que crea la provincia de Ayaviri, la Cámara de Senadores, demora la aprobación hasta 1897. El presidente de la República López de Romaña, elude promulgar la ley, entonces el primero de agosto de 1901, el Dr. Felipe Santiago Castro, quien asume la responsabilidad de hacer efectivo los anhelos de los hijos ayavireños y con una decisión objetiva, Castro mueve a sus paisanos entre otros los Drs. Aristo Bedoya, Juan Antonio y Benjamín Pacheco Vargas, Juan José Salcedo, Aniceto Toro, Luis Benigno, Teodosio Béjar, Jesús Cano Loayza, para lograr que el 25 de octubre de 1901, el parlamento dictase la ley que constituía la provincia de Ayaviri, con sus distritos: Antauta, Ayaviri, Cupi, Llalli, Macarí, Ñuñoa, Orurillo, Umachiri, y Santa Rosa. La ley N.º 1642, su fecha 22 de noviembre de 1912, eleva a la categoría de ciudad, la Villa de Ayaviri, capital de la provincia de su nombre; y por ley N.º 5310, del 7 de diciembre de 1925, la provincia de Ayaviri, se denomina Melgar, conservando su capital el nombre de Ayaviri.

## Autoridades

### Municipales
- 2015 - 2018[4]
  - Alcalde: Víctor Jesús Huallpa Quispe, de Frente Amplio Para El Desarrollo Del Pueblo.
  - Regidores:

  1. Francisco Alanoca Hancco (Frente Amplio para el Desarrollo del Pueblo)
  2. Fredy Omar Condori Vilca (Frente Amplio para el Desarrollo del Pueblo)
  3. Julio Wilson Tacca Monrroy (Frente Amplio para el Desarrollo del Pueblo)
  4. Julia Juaquina Frisancho Santander (Frente Amplio para el Desarrollo del Pueblo)
  5. Luz Mercedes Ramos Zúñiga (Frente Amplio para el Desarrollo del Pueblo)
  6. Rafael Pari Mamani (Frente Amplio para el Desarrollo del Pueblo)
  7. Rosario Ana Rejas Bermejo (Democracia Directa)
  8. Rodolfo Mamani Robles (Poder Andino)
  9. Saúl Ricardo Guerra Macedo (Proyecto de la Integración para la Cooperación)

## Festividades
- 8 de septiembre: Se celebra la fiesta patronal de la "Virgen de Alta Gracia". Su fiesta de desarrolla con una serie de actividades y eventos con las mismas costumbres religiosas de sus ancestros.

La fiesta patronal en honor a la santísima Virgen de Alta Gracia comienza desde el día 4 con el armado de altares y bosque respectivos en la plaza de armas de la ciudad para continuar con el arreglo. Toda esta fiesta religiosa empieza con la entrada de cirios del alferado sin pecado el día 6, para luego continuar el día 7 con la primera procesión y entrada de cirios del alferado del día central, al día siguiente el día central 8, se realiza la misa de fiesta a las 11 de la mañana y la virgen hace un recorrido largo por las diferentes arterias de la ciudad.

## Zonas Turísticas

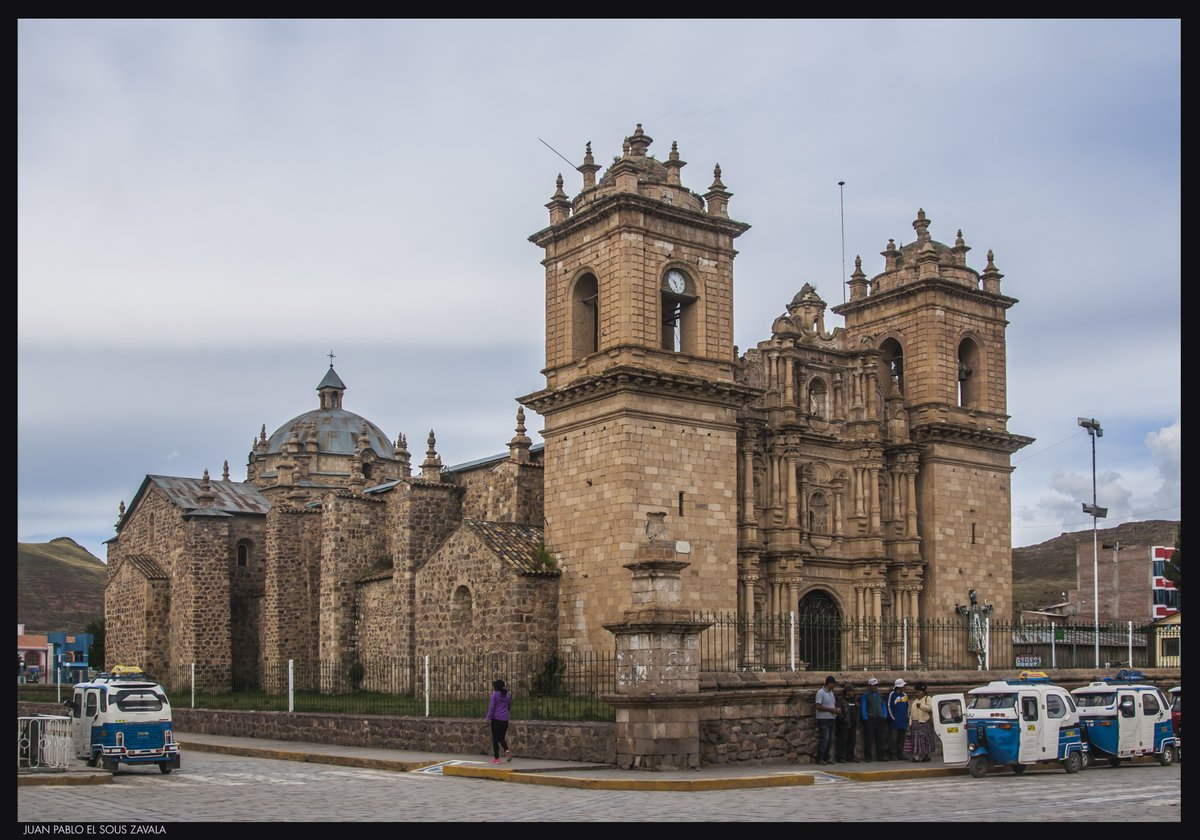

- Catedral de San Francisco de Asís

Considerada como uno de los monumentos históricos más bellos y representativos del departamento, su arquitectura es de estilo barroco, construido en 1696. Cuenta en sus paredes interiores con óleos de la Escuela Cusqueña.
- Mirador Natural

Ubicado al este de la ciudad de Ayaviri a mitad del cerro Kolqueparque (cerro tutelar Apu). Mirador natural del cerro Kolqueparque.
- Balneario de Pojpojquella

Sus aguas termales son medicinales, cuya temperatura fluctúa entre los 32 °C y 35 °C. Las aguas termales de Pocpokella son medicinales, su temperatura oscila entre 32 °C y 35 °C. Se le atribuye la cura de artritis, reumatismo, infecciones, cangrenas. Tiene instalaciones deportivas, una piscina reglamentaria para competencias deportivas y otra para niños, plataformas deportivas de uso múltiple y dos pabellones de 2 plantas cada una, para el funcionamiento de un hostal y restaurante, también cuenta con el servicio de duchas de agua caliente permanentes. Se ha iniciado la remodelación de este complejo turístico para recepcionar a turistas nacionales y extranjeros. Contará con pozas individuales y otras instalaciones para albergar a los visitantes.
- Tinajani

Hermoso valle de gigantescas rocas de singulares formas y tamaños tallados por el paso de los años con el cincel implacable de la sabia naturaleza, lugar cargado de energía magnética positiva que a cualquier visitante lo reconforta, reanima y llena de vigor. Tiene una altitud que ronda los 3953 m s. n. m. Se encuentra en las Coordenada Este 0330767 y Coordenada Norte 8341042. Desde el centro de la ciudad de Ayaviri hay una distancia de 13.65 km en línea recta y por carretera 15.20 km y se llega en 15 a 20 minutos por carretera afirmada.
- Keuñakuyo

Se encuentra a 1.87 km al sur de Tinajani, a una altitud de 3985 m s. n. m. En la coordenada este 0331347 y coordenada norte 8339326. Cada espacio recorrido le pone en contacto con la naturaleza y le carga de energía magnética positiva. Es un cañón muy cerrado, en el que se encuentran bosques de keuñas, cuevas muy hermosas como la de Igma Igmani, abundantes aves, flores aromáticas y medicinales, una concentración increíble de bosques de rocas de tamaños diversos y formas múltiples como observaremos:
- Tumbas o Ayahuasis

Diseminados en gran parte de Tinajani de formas y tamaños diferentes, destruidas por la mano del hombre y el paso de los siglos. En ellos se sepultaban seres humanos momificados.

## Fauna
Ayaviri-Melgar es capital ganadera del Perú, se crían animales de alto valor genético. Llamas, vicuñas, ganado vacuno y bovino destacan por su producción y calidad.

## Flora
Existe un sinnúmero de plantas nativas-aromáticas y medicinales. Entre ellas destacan la quinua y cañihua lo más grande en alimentos.

## Gastronomía
El Kankacho/cancachu es uno de los platos más típicos y tradicionales de la sierra del Perú, se prepara dentro de un horno de barro a leña, se usa una carne de cordero “si es machito y gordito es mejor” muy bien sazonada, con ingredientes de hierbas naturales molidos a batán (piedra especial para moler) que realzan el sabor de la carne, se sirve acompañado de las riquísimas papas huayro con morayas y un poco de ají verde. Ese es el Kankacho Ayavireño, donde muchas personas exigentes en el buen comer visitan la capital ganadera del Perú, ese es Ayaviri que se encuentra dentro del departamento de Puno.